# Konstantin Arsenjewitsch Simeonow
Konstantin Arsenjewitsch Simeonow (russisch Константин Арсеньевич Симеонов; * 7. Junijul. / 20. Juni 1910greg. in Kosnakowo, Gouvernement Twer, Russisches Kaiserreich; † 3. Januar 1987 in Leningrad, Sowjetunion) war ein sowjetisch-ukrainischer Dirigent. In der Sowjetunion wurde er häufig als der Karajan Russlands qualifiziert.

## Leben und Werk
Mit acht Jahren meldete der Vater Konstantin Simeonows seinen Sohn in der Sankt Petersburger Chorakademie an. Hier sang er im Chor und lernte Harmonielehre, Instrumentierung, Klavier, Oboe und Geige. Der Akademie- und Chorleiter Mikchail Klimow erkannte die Begabung des Jungen und baute ihn zu seinem Assistenten auf. Von 1928 bis 1931 wirkte er dann hier als Chordirigent, was seinem späteren Wirken im Bereich der Oper entgegenkam. Von 1931 bis 1936 absolvierte er ein Studium am Leningrader Konservatorium. Seine Lehrer im Fach Dirigieren waren unter anderem Alexander Wassiljewitsch Hauck und Ilja Mussin.
1936 und 1937 leitete er als Dirigent das Karelische Symphonie Orchester in Petrosawodsk. Von 1938 bis 1941 wirkte er als zweiter Dirigent der Philharmonie in Minsk. Zu Beginn des Zweiten Weltkrieges meldete er sich als Kriegsfreiwilliger. Er geriet in deutsche Gefangenschaft und wurde im Lager Lamsdorf interniert. Trotz harter Bedingungen konnte er hier ein Vokalensemble aufbauen. Von 1946 bis 1948 wirkte er als Dirigent des Kiewer Schewtschenko-Opern- und Balletttheaters. Von 1949 bis 1957 leitete er das Staatliche Symphonieorchester der Ukrainischen Sowjetrepublik, von 1957 bis 1961 war er Chefdirigent des Symphonieorchesters des Ukrainischen Rundfunks und Fernsehens. Von 1961 bis 1966 und von 1975 bis 1976 war er Chefdirigent und künstlerischer Leiter des Kiewer Schewtschenko-Opern- und Balletttheaters. 1967 wurde er Chefdirigent am Leningrader Kirow-Theater. Er starb 76-jährig in Leningrad.

## Ehrungen
Ihm wurde der erste Preis der jungen Künstler der Sowjetunion verliehen. 1962 wurde er zum Volkskünstler der UdSSR ernannt. Er erhielt den Orden des Roten Banners der Arbeit, den Orden des Vaterländischen Krieges II. Klasse und den Orden Zeichen der Ehre.
1976 wurde ihm mit dem Taras-Schewtschenko-Preis der Staatspreis der Ukraine verliehen.